# Edward Willis Scripps
Pour les articles homonymes, voir Scripps.
Edward Willis Scripps (1854-1926) est un homme d'affaires américain du XXe siècle qui fut cofondateur de l'Empire de presse Scripps-Howard. Il a donné son nom à la branche principale du groupe, rebaptisée par son petit-fils en 1963 E. W. Scripps Company.

## Biographie
Edward Willis Scripps était l'un des enfants de James Mogg Scripps, né à Londres, et de Julia Adeline Osborne (1855-1937), épousée une dizaine d'années après l'arrivée aux États-Unis.
Son demi-frère James Edmund Scripps (1835-1906), plus âgé d'une vingtaine d'années, fonde le quotidien The Detroit News en 1873, dans le Michigan. Edward y fait ses premières armes dès l'âge de 19 ans. Puis les deux frères se disputent et se séparent. Cependant, James Edmund Scripps (1835-1906) lui prête de l'argent pour créer en 1882 son propre titre The Penny Press, qui deviendra plus tard le Cleveland Press à Cleveland dans l'Ohio. Edward Willis Scripps succède à James Edmund Scripps à la tête du groupe familial, dont il est cependant rapidement débarqué.
Edward Willis Scripps crée deux ans après, en 1889, 1895 et 1897, des associations de journaux, pour les approvisionner en nouvelles sans dépendre uniquement de l'Associated Press, puis en 1907 ce qui deviendra United Press International (UPI). Son demi-frère James Edmund Scripps avait fondé la United Press (association) dès 1882. Le soutien financier de sa demi-sœur Ellen Browning Scripps l'aidera à lancer ou racheter 25 journaux régionaux.
Ses deux neveux William Edmund Scripps (1882-1952) et William John Scripps (1905-1965), malgré un écart d'âge de 23 ans, ont fondé en 1920 une radio, qui porte le nom de leurs initiales réunies : WWJ. C'est la première radio au monde d'informations en continu appartenant à une société privée. Le premier de ces deux neveux a ensuite créé en 1925 l'ACME Newspictures, agence de reportage photo du groupe, après avoir travaillé dans la branche automobile du groupe.
Pendant les années 1930 et 1940, la direction de l'empire de presse est exercée, au nom des petits-fils d'Edward W. Scripps, par Roy W. Howard, le président de l'United Press International, qu'Edward Willis Scripps avait appelé à prendre la direction du groupe dès 1922, quatre avant sa mort. Sous la direction de Roy W. Howard, les titres du groupe prennent une orientation plus conservatrice et retirent leur soutien à Franklin Delano Roosevelt en 1937, lorsque le président américain tente de réformer la Cour suprême des États-Unis, puis soutiennent même les républicains.
Edward Willis Scripps avait créé un trust pour empêcher ses héritiers de vendre avant la fin du siècle. Malgré cela, le groupe familial a été confronté à des problématiques de succession pendant les années 1960 et 70: même si le groupe est aux mains des petits-enfants, les cousins ne s'entendent pas toujours, en particulier au moment où l'agence United Press International cumule de lourdes pertes année après année, menaçant de ruiner la fondation familiale. Son petit-fils Charles E. Scripps (1920-2007) a fait une carrière de reporter, débutant au quotidien The Penny Press, rebaptisé Cleveland Press, puis devenant président du conseil d'administration du groupe E. W. Scripps Company. Samuel H. Scripps (1927-2007), autre petit-fils d'Edward Willis Scripps (1854-1926) fut un célèbre mécène des arts.